# Levonorgestrel/etinilestradiol

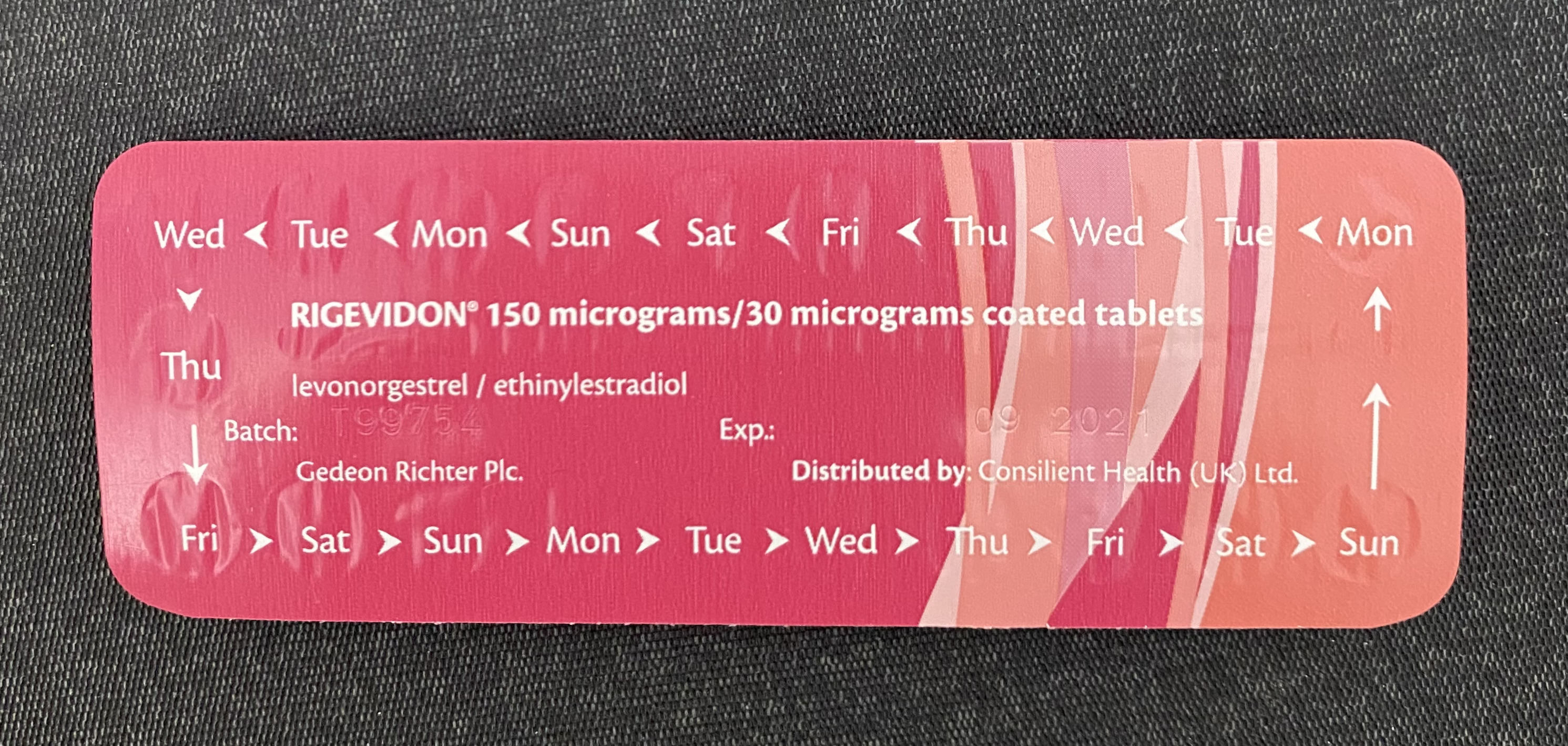
Rigevidon, um dos nomes comerciais da associação medicamentosa etinilestradiol/levonorgestrel

Levonorgestrel/etinilestradiol (LNG/EE; nomes comerciais: Ciclo 21, Rigevidon, entre outros) é uma pílula contraceptiva oral combinada composta por etinilestradiol, um estrogênio, e levonorgestrel, um progestágeno. É usada para contracepção, sintomas de menstruação, endometriose e como contracepção de emergência. É administrada por via oral. Agumas preparações de EE/LNG contém, adicionalmente, um suplemento de ferro na forma de bisglicinato ou fumarato.
Os efeitos colaterais mais comuns são náusea, dor de cabeça, coágulos sanguíneos, mastalgia (dor nos seios), depressão e problemas hepáticos. Seu uso não é recomendado durante a gravidez e nas primeiras três semanas após o parto, além de pessoas com alto risco de formação de coágulos sanguíneos. No entanto, pode ser iniciado imediatamente após um aborto, inclusive se for espontâneo. Fumar durante o uso de pílulas anticoncepcionais combinadas não é recomendado. Seu mecanismo de ação inibe a ovulação, tornando o muco na abertura do colo do útero espesso, de modo a tornar o útero inadequado para nidação do feto.
O etinilestradiol/levonorgestrel foi aprovado para uso médico nos Estados Unidos pelo menos desde 1982. Ele está na Lista de Medicamentos Essenciais da Organização Mundial da Saúde, que engloba os medicamentos mais eficazes e essenciais em sistemas de saúde. Está disponível como medicamento genérico. É comercializado sob um grande número de nomes comerciais. Em 2018, foi o 133º medicamento mais prescrito nos Estados Unidos, com mais de 5 milhões de prescrições.